# Tachydromia denticulata
Tachydromia denticulata is een vliegensoort uit de familie van de Hybotidae. De wetenschappelijke naam van de soort is voor het eerst geldig gepubliceerd in 1912 door Oldenberg.